# Peter Freund
Peter George Oliver Freund (n. 7 septembrie 1936, Timișoara, România – d. 6 martie 2018, Chicago, Illinois, SUA) a fost un fizician american, evreu originar din România.
Freund este profesor emerit de fizică teoretică la Universitatea din Chicago. El a adus contribuții importante în fizica particulelor și în fizica matematică, mai ales în domeniul teoriei coardelor. În afară de aceasta el a publicat mai multe romane și eseuri.
În anul 1961 a primit cetățenia austriacă, iar mai târziu pe cea americană.

## Biografie

### Copilăria și studiile în România
Peter George Oliver Freund s-a născut în anul 1936 și a crescut într-o familie evreiască bine situată din Timișoara. Tatăl său, Josef Freund (1901-1982) era medic chirurg și ginecolog, absolvent al unor universități din Germania, care în 1935 a înființat în centrul Timișoarei o clinică privată cunoscută ca Sanatoriul Freund. Mama sa, Rózsi, de profesie cântăreață de operă, era născută la Lugoj în familia unui cunoscut comerciant de textile. Familia tatălui său se așezase la Timișoara încă de la începutul secolului al XIX-lea. Freund a locuit în copilărie în centrul Timișoarei, într-o clădire cunoscută ca „Palatul Färber”.
La vârsta de 13 ani Freund a fost campion de înot sportiv al școlilor din Timișoara la categoria 33 metri bras.

Numeroși membri ai familiei lui Freund care au locuit în nordul Transilvaniei (anexat la Ungaria horthistă în 1940) și în Ungaria au fost deportați și omorâți la Auschwitz în anul 1944, în Holocaustul evreilor maghiari. Un unchi pe nume Pavel care trăia în România, a pierit în lagărul Vapniarca din Transnistria înființat de regimul antonescian.
În timpul legilor rasiale din România în anii 1940-1944, când s-a interzis evreilor să fie tratați de medici neevrei (iar medicilor evrei li s-a interzis să trateze pacienți neevrei), numeroși evrei din Timișoara au putut primi tratamente în Sanatoriul dr-ului Freund.
În anii regimului comunist Freund a urmat studii liceale la Liceul Loga din Timișoara (în acea vreme numit Școala medie nr.1 „Nikos Beloyanis”), apoi la Facultatea de electrotehnică a Institutului Politehnic din orașul natal, în prezent Universitatea Politehnica.
Din cauza participării sale în noiembrie 1956 la o manifestație studențească antisovietică, sub influența Revoluției din Ungaria din 1956, Freund a fost la un moment dat arestat de securitate și era cât pe ce sa fie împușcat. În cele din urmă și-a putut relua studiile pe care le-a terminat cu titlul de master în anul 1958.

### Anii din Austria, Elveția și Statele Unite
În anul 1959 Freund și părinții săi au obținut permisiunea de a emigra în Austria. Acolo el a terminat doctoratul in fizica teoretică la Universitatea din Viena, sub îndrumarea lui Walter Thirring. După o perioadă în care a lucrat ca cercetător la Viena alături de Thirring, și apoi la Universitatea din Geneva, Freund a emigrat în Statele Unite. El s-a perfecționat la Institutul de Studii Avansate din Princeton, New Jersey, apoi, din anul 1963, a devenit cadru didactic la Universitatea din Chicago, din 1965 conferențiar. Ulterior a devenit profesor la Institutul Enrico Fermi și profesor ordinar la departamentul de fizică teoretică al Universității din Chicago.

### Activitatea științifică
Freund este unul din autorii modelului dualității în două componente care a dat impuls elaborării teoriei coardelor. 
Mai precis, împreună cu israelianul Haim Harari, el a descoperit în anul 1968 o lărgire a modelului dual originar, care, într-o interpretare ulterioară, a dus la  dezvoltarea teoriei coardelor închise.
Începând de la jumătatea anilor 1970 Freund a cercetat Teoria Kaluza-Klein și mecanismele compactificației în legătură cu extra-dimensiunile și a aplicat aceste teorii în cosmologie. La o parte din aceste cercetări a luat parte și elevul său, Yong Min Cho.
Freund s-a numărat printre pionierii realizării unificării moderne a fizicii prin introducerea extra-dimensiunilor spațiale și a descoperit mecanisme prin care aceste extra-dimensiuni se înfășoară pe ele însele - "curling up". 
Împreună cu Irving Kaplansky, matematician din Chicago, el a clasificat super-simetriile simple și a găsit complexe matematice între super-simetrii și spații de curbare negativă, ca de exemplu spații anti-De Sitter. 
Împreună cu un alt elev al său, Mark Rubin, Freund a găsit soluții spațiale pentru supra gravitatea în 11 dimensiuni pe baza produsului dintre varietăți Einstein compacte și spații anti-De Sitter cu curbura negativă (de 4, respectiv 7 dimensiuni).
În anul 1985 a descoperit legătura dintre coardele bosonice care există doar în 26 dimensiuni, și super-coardele în 10 dimensiuni, ceea ce i-a permis definirea corzii heterotice.
Freund a contribuit la teoria monopolului magnetic, a suprasimetriei, a supragravitației, la aspectele teoretice numerice ale teoriei coardelor (coardele p-adice, cele adelice, care ca versiuni model servesc la testarea ipotezelor cu privire la structura matematică a teoriei coardelor)
și la fenomenologia hadronilor. În anii 1960 a făcut predicții concrete în legătură cu comportamentul secțiunilor în procesele de dispersie ale hadronilor, cunoscute ca relații Freund.
Împreună cu studentul James A Feigenbaum, Freund a cercetat cu metode ale statisticii fizice comportamentul pieții de acțiuni înaintea căderii burselor.(1996)

### Activitatea literară
Freund a scris povestiri scurte care au apărut în 2008 în culegerea  "West of West End“ publicata pe situl literar "Exquisite Corpse" pe internet. De asemenea este autorul a două nuvele „The Fine Underwear of Consciousness” și „Upside Down”, precum și al romanului „Belonging”.
Împreună cu un prieten din copilărie, scriitorul Radu Ciobanu, a scris cartea „Dialog peste Atlantic” care a apărut în România în anul 2006 și care urmărește destinele celor doi autori.   
Freund a mai publicat cartea A Passion for Discovery - „O pasiune pentru descoperiri” cuprinzând însemnări biografice despre fizicieni și matematicieni iluștri.

## Premii și distincții
- Membru al Societății Americane de Fizică
- 2014 - Doctor honoris causa al Universității Politehnica Timișoara
- 2015 - Cetățean de onoare al orașului Timișoara

## Viața personală
Peter Freund locuia la Chicago împreună cu soția sa, Lucy, psiholoagă clinică, perechea având două fiice: Pauline, avocată, și Caroline, economistă, precum și cinci nepoți.

## Articole alese
- Finite Energy Sum Rules and Bootstraps

vol 20, 5 , pp 235-237 1968 Physical Review Letters
- Relation Between pi-p, p-p, and anti-p-p Scattering at High Energies

vol.15, 24, pp.929-930, 1965 Physical Review Letters
- cu J.Arafune, C.J.Goebel -Topology of Higgs Fields, Journal of Mathematical Physics, vol. 16, no 2,‎ 1975, p. 433
- cu Cho Y M - Nonabelian Gauge Fields as Nambu-Goldstone Fields

Physical Review D, vol. 12, no 6,‎ 1975, p. 1711 )
- cu Irving Kaplansky - Simple Supersymmetries  , Journal of Mathematical Physics, vol. 17, no 2,‎ 1976, p. 228
- cu  Mark Rubin Dynamics of Dimensional Reduction, Physics Letters B, vol. 97, no 2,‎ 1980, p. 233
- Kaluza-Klein Cosmologies, Nuclear Physics B, vol. 209, no 1,‎ 1982, p. 146
- Superstrings from Twenty-six-Dimensions ?, Physics Letters B, vol. 151, no 5-6,‎ 1985, p. 387–390
- cu L.Brekke, M.Olson,E. Witten Nonarchimedean String Dynamics  (מכניקת המיתרים הנונ-ארכימדיים), Nuclear Physics B, vol. 302, no 3,‎ 1988, p. 365–402
- cu James A Feigenbaum (1996), “Discrete Scale Invariance in Stock Markets before Crashes,” International Journal of Modern Physics B 10: 3737.

## Cărți științifice
- Quanta - Volume of papers dedicated to Gregor Wentzel .red. cu Y.Nambu ș.a
- 1988 - Introduction to Supersymetries, Cambridge Monographs on Mathematical Physics
- 1988 - cu K.T.Mahantappa (eds)-  Superstrings
- 1987 - cu Thomas Appelquist, Alan Chodos Modern Kaluza Klein Theories. Addison-Wesley, Menlo Park  ,

## Proză și eseuri

### Romane, nuvele, povestiri
- The Fine Underwear of Consciousness nuvelă
- Belonging, roman

povestiri scurte:
- 2008 - West of West End

ָ*2012 - Tales in a Minor Key

### Alte cărți
- Dialog peste Atlantic
- A Passion for Discovery